# Naohiko Minobe
Naohiko Minobe (美濃部 直彦; Moriyama, 12 luglio 1965) è un allenatore di calcio ed ex calciatore giapponese, di ruolo difensore.

## Carriera

### Calciatore
Ha giocato per il Gamba Osaka, con cui ha vinto la Coppa dell'Imperatore 1990, giocando anche nella finale contro il Nissan Motors, quando il club si chiamava "Matsushita Electric".

### Allenatore
Ha allenato la prima squadra del Kyoto Purple Sanga, Tokushima Vortis e Nagano Parceiro.

## Palmarès

### Giocatore
- Coppa dell'Imperatore: 1

Matsushita Electric: 1990